# Frông Meiyu

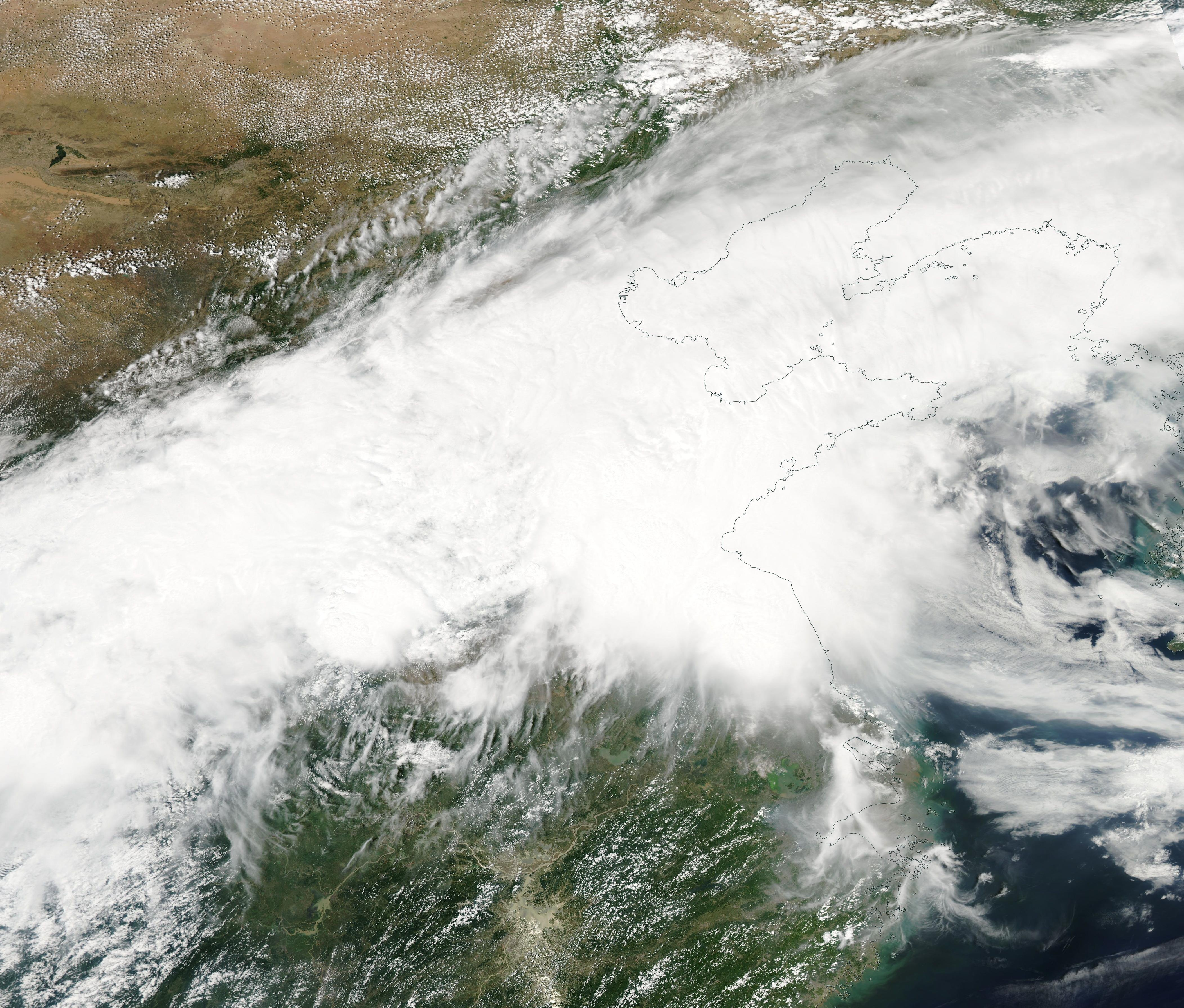
Những đám mây liên quan đến meiyu trong cơn lốc xoáy Giang Tô 2016

Frông meiyu, còn được gọi là frông baiu, là một frông thời tiết yếu gần như đứng yên trong tầng đối lưu thấp hơn. Nó nằm trên bờ biển phía đông của Trung Quốc và Đài Loan ở đầu phía tây và trên Thái Bình Dương phía nam Nhật Bản ở cuối phía đông.
Thuật ngữ meiyu (梅雨) trong tiếng Trung Quốc có nghĩa là mai vũ (mưa mơ), được phát âm là baiu (bai-u) trong tiếng Nhật. Sở dĩ gọi như vậy là vì tại Trung Quốc, mùa Mơ (cây) chín trùng với mùa mưa tại khu vực Giang Nam do Frông Meiyu gây ra. 

## Sự miêu tả
Frông Meiyu trải dài từ cao nguyên Tây Tạng đến Nhật Bản dọc theo một dòng tia hợp lưu ngăn cách lưu thông Bắc Cực ở phía bắc từ lưu thông nhiệt đới ở phía nam. Trong thời gian từ giữa mùa xuân đến giữa mùa hè, lưu thông trên thường là theo phía tây-đông và frông chủ yếu là đứng yên một chỗ.
Dọc theo ranh giới này, các phức hợp đối lưu mesoscale (MCC) hoặc hệ thống đối lưu mesoscale (MCS) có xu hướng hình thành và lan truyền về phía đông, tạo ra một loạt các trận mưa lớn.
Hệ thống này đưa độ ẩm từ Biển Đông và đôi khi là Vịnh Bengal. Không khí ấm áp ở mức độ thấp được nâng lên bởi dòng tia ở phía xích đạo của frông thời tiết. Chuyển động thẳng đứng sâu tạo ra các MCC / MCS có tổ chức đặc biệt mạnh khi không khí ấm áp ở mức thấp đi vào khu vực nằm bên dưới khu vực lối vào dòng tia. Lượng mưa dọc theo ranh giới này có xu hướng đặc biệt nặng hạt vào mùa hè sau El Nino, chẳng hạn như mùa hè năm 2016.